# Danmarks runeindskrifter 147
DR 147 är en nu försvunnen medeltida runsten i Gudums kyrka, Gudum, Gudum socken och Aalborgs kommun. Funnen i kyrkogårdsmuren men försvann före 1850.

## Inskriften
Translitterering av runraden:
[ysten : let : resa : sten : þena : for (:) siol × uþuakins : faþur : sins ×]
Normalisering till äldre fornsvenska:
Østen let resa sten þænna for siol Uþwagins, faþur sins.
Översättning till nusvenska:
Östen lät resa denna sten för sin fader Otvagens själen.
Mansnamnet Otvagen med betydelsen 'otvättad, smutsig' är belägen på t.ex. U 1012, U 1102, U 1119 och möjligen på U 971.